# Pygmaeopsis viticola
Pygmaeopsis viticola is een keversoort uit de familie boktorren (Cerambycidae). De wetenschappelijke naam van de soort is voor het eerst geldig gepubliceerd in 1908 door Schaeffer.